# Merrilliopanax listeri
Merrilliopanax listeri là một loài thực vật có hoa trong Họ Cuồng cuồng. Loài này được (King) H.L.Li mô tả khoa học đầu tiên năm 1942.